# شبيب بن غرقدة البارقي
شبيب بن غرقدة بن عمر البارقي (30 هـ - 122 هـ / 650 - 740م): من شيوخ التابعين، أحد الأعلام، شجاع، من أنصار الإمام زيد بن علي. من أشراف الكوفة، مولده ووفاته فيها. نشأ في بيت الصحابي غرقدة البارقي، وأدرك الخليفة علي بن أبي طالب وهو غلام صغير وحكى عنه. ثقة بالإجماع، أخرج له: البخاري ومسلم، وأصحاب السنن الأربعة. ذكره ابن سعد في الطبقة الثالثة من فقهاء أهل الكوفة، وهو من نظراء: سماك بن حرب، سلمة بن كهيل، إسماعيل بن رجاء، أبو إسحاق السبيعي، طلحة بن مصرف.
وكان أحد أصحاب القاضي شريح الذين يقرئون ويفتون،وحدث عن صحابة ورجال قومه أمثال: عروة بن الجعد البارقي، والمستظل بن الحصين البارقي، وحيان بن الحارث البارقي، وسليمان بن عمرو بن الأحوص البارقي. وروى عنه عدد كبير من العلماء الأجلاء والأئمة الكبار، منهم: الحكم بن عتيبة، منصور بن المعتمر، شعبة بن الحجاج، قيس بن الربيع، شريك بن عبد الله النخعي، سفيان الثوري، إسرائيل بن يونس، سفيان بن عيينة وهو أصغر من روى عنه.وفي آخر حياته ناصر شبيب حركة زيد بن علي ضد هشام بن عبد الملك، وكان يأوي إليه زيد في داره، ولم يشارك شبيب في قوات زيد فكان شيخاً كبيراً لا يطيق القتال إنما شارك قومه وقتل منهم العشرات.

## النسب
- شبيب غرقدة بن عمر بن أَوس بن صريم بن الحارث بن مالك بن أنمار بن كنانة البارقي، يمتد نسبه إلى بارق بن حارثة بن عمرو مزيقياء بن عامر ماء السماء بن حارثة الغطريف بن امريء القيس بن ثعلبة بن مازن بن الأزد.
- أبيه: غرقدة البارقي (نحو 20 ق هـ - 70 هـ/ 602 - 689 م): صحابي، من الفرسان الشجعان.[25][26] أسلم مبكرا، وشهد مع النبي محمد غزوة بني المصطلق سنة خمسة من الهجرة وبينما هم عائدون إلى المدينة منتصرين هبت ريح شديدة فنفرّت ناقة غرقدة فدعاء النبي أن يعيد ناقته،[27][28] قال القاضي عياض: «ندت لغرقدة ناقة فدعا له النبي ﷺ فجاءه بها إعصار ريح حتى ردها عليه».[29] حضر حجة الوداع وله رواية عن النبي ﷺ ويروي عنه أبنه شبيب.[30]
- أمه: جمرة بنت قحافة، صحابية حضرت حجة الوداع، ولها رواية عن النبي ﷺ، ويحدث عنها ابنها شبيب.
- ابنه: عازب بن شبيب (نحو 60 هـ - 122 هـ): تابعي صغير. قتل مع زيد بن علي في صفر سنة 122 هـ.
- ابنه: كلثوم بن شبيب (نحو 70 هـ - 133 هـ): أحد القادة العباسيين الأوائل، شارك في الدعوة العباسية المُبكرة، والمعارك ضد الأمويين،[31] وهو أول من شغل منصب الشرطة في الدولة العباسية.[32]وكان لبارق بزعامة كلثوم وعمرو بن الأشعث البارقي - أحد نظراء النقباء في الدعوة العباسية - دوراً رئيسياً في قيام الدولة العباسية.[33][معلومة 1]
- حفيده: أبي غرقدة حسين بن عازب بن شبيب (نحو 95 هـ - 177 هـ / 713 - 793م): يروي عن جده شبيب بن غرقدة،[34] ويحدث عنه: سويد بن سعيد وهو أشهر تلامذته،[35] ويحيى بن حسان التنيسي،[36] والقاضي بشر بن الوليد،[37][38] ويونس بن محمد المؤدب.[39] كما أدركه أبو عبيد القاسم بن سلام - مولى الأزد - صاحب كتاب الأموال، وحدث عنه.[16][40]

## ثورة زيد بن علي
كان سبب ثورة زيد بن علي أن الخليفة هشام بن عبد الملك خشى من زيدا، فاتهمه بوديعة لخالد بن عبد الله القسري، وحبسه خمسة أشهر، ولما ظهرت براءة زيد أخلى سبيله.وعاد زيد إلى العراق، فأقام في الكوفة يدعوا الثورة، فالتفوا حوله. فلما بلغ هشام تحركات زيد، أمر عامله على العراق يوسف بن عمر الثقفي أن يطرده منها. فقرر زيد التوجه إلى المدينة، فلحق به بعض أنصاره يحرضونه على قتال الأمويين، ورجعوا به إلى الكوفة سنة 120 هـ، قال البلاذري: «لما قدم زيد الْكُوفَة أقبلت الشيعة تختلف إِلَيْهِ، وأتته المحكمة أيضًا فبايعوه جميعا حَتَّى أحصى فِي ديوانه خمسة عشر ألفا، ويقال: اثنا عشر ألفا من أَهْل الْكُوفَةِ خاصة سوى أَهْل المدائن والبصرة وواسط، والموصل، وخراسان، والري وجرجان، والجزيرة، فأقام بالْكُوفَة بضعة عشر شهرًا، وأتى الْبَصْرَة وأقام بِهَا شهرين، وقد كَانَ وجه دعاته إِلَى الآفاق فأجابه ناس من أهل كل ناحية». ظل زيد في الكوفة مدة عشرة أشهر يستعد ويتهيأ للثورة على الأمويين ومدَّ رقعته إلى البصرة حيث أخذت له البيعة، ولما عاد زيد من البصرة سنة 121 هـ، تخفى في منازل بني عبس لدى نصر بن خزيمة العبسي، ثم احتمى إلى حي قبيلة بارق في الكوفة، فنزل فيهم دار عبد الرحيم بن نصر البارقي، قال البلاذري: «وقد كان نزل بالْكُوفَة فِي منزل مولى لَهُ يقال لَهُ: حميد بْن دينار، فِي أحمس، وفي منزل نصر بن خزيمة العبسي فبلغ يوسف أنّه بالكوفة في (بني) عبس، فتحوّل إلى بارق فنزل فيها فِي منزل نصر بْنِ عَبْدِ الرحيم البارقي».وتخفى زيد أيضاً في دار شبيب بن غرقدة، قال معمر بن راشد: « كُنَّا فِيْ دَارِ شَبِيْبِ بْنِ غرْقَدَةَ فَسَمِعْنَا وَقْعَ حَوَافِرِ الْخَيْلِ، فَمَا فِيْنَا أَحَدٌ إِلاَّ رُعِبَ وَأُرْعِدَ، وَظَنَّنَا أَنَّهُ يُوْسُفُ بْنُ عُمَرَ، وَاللَّهِ مَا رَأَيْتُ رَجُلاً كَانَ أَرْبَطَ جَأْشاً وَلاَ أَشَدَّ نَفْساً مِنْ زَيْدِ بْنِ عَلِيٍّ، وَاللَّهِ مَا قَطَعَ حَدِيْثَهُ، وَلاَ تَغَيَّرَ وَجْهُهُ، وَلاَ حَلَّ حَبْوَتَهُ، فَمَضَتِ الْخَيْلُ وَجَازَتْنَا، فَلَمَّا انْفَرَجَ عَنَّا مَا كُنَّا فِيْهِ أَقْبَلَ عَلَيْنَا بِوَجْهِهِ، ثُمَّ قَالَ: لِيُرْعِبَ أَحَدَكُمُ الشَّيْءُ يَخَافُ أَنْ يَحُلَّ بِهِ، وَاللَّهِ مَا خَرَجْتُ لِغَرِضِ دُنْيَا وَلاَ لِجَمْعِ مَالٍ، وَلَكِنِّي خَرَجْتُ ابْتِغَاءَ وَجْهِ اللَّهِ وَالتَّقَرُّبَ إِلَى اللَّهِ، فَمَنْ كَانَ اللَّهُ هِمَّتَهُ وَمِنَ اللَّهِ طِلْبَتُهُ فَمَا يُرْعِبُهُ شَيءٌ». وكان نزوله منازل بارق في شعبان سنة 121 هـ، قال أبو حمزة الثمالي:«فجئت ليلة النصف من شعبان فسلمت عليه، وكان ينتقل في دور بارق».
وفي ذي القعدة سنة 121 هـ خرج شبيب بن غرقدة إلى مكة حاجًا، فتحول زيد إلى دار عامر البارقي، وكان في غضون ذلك، قد واعد أنصاره على الخروج في الليلة الأولى من صفر سنة 122 هـ، فانطلق سليمان بن سراقة بن غياث بن سراقة البارقي إلى يوسف بن عمر وأخبره خبره، وأنه نازل فيهم في دار عامر البارقي وابن أخته، فاستطاع يوسف أن يعرف موعد خروج زيد ومكانه، فأسرع إلى التحرك، وبعث جيشاً إلى بارق يطلبهم تسليم زيد، لكنهم لم يسلموه، وزعموا أنه ليس فيهم، فأسرت قواته عامر البارقي وابن اخته التميمي، وفي ذلك قال الطبري: «أن زيد بْن علي لما أمر أصحابه بالتأهب للخروج والاستعداد، أخذ من كان يريد الوفاء له بالبيعة فيما أمرهم به من ذلك، فانطلق سليمان بْن سراقة البارقي إلى يوسف بْن عمر، فأخبره خبره، وأعلمه أنه يختلف إلى رجل منهم يقال له عامر، وإلى رجل من بني تميم يقال له طعمة ابن أخت لبارق وهو نازل فيهم. فبعث يوسف يطلب زيد بْن علي في منزلهما فلم يوجد عندهما، وأخذ الرجلان، فأتي بهما».
فلما قدم عامر البارقي وابن اختهم طعمة التميمي إلى يوسف، تأكد أنهم من أنصار زيد، فضرب أعناقهما. ثم أمر عامله على الكوفة الحكم بن أبي الصلت أن يضع حداً لزيد وأنصاره، فدعا هذا الوالي الناس إلى اجتماع في المسجد قبل خروج زيد بيوم واحد، وهدد كل من يتخلف منهم، فلما اجتمعوا حبسهم، وفي ذلك قال أبو الفرج الأصفهاني: «انطلق سليمان بن سراقة البارقي إلى يوسف بن عمر وأخبره خبر زيد، فبعث يوسف فطلب زيدا ليلا، فلم يوجد عند الرجلين اللذين سعى إليه أنه عندهما، فأتى بهما يوسف فلما كلمهما استبان أمر زيد وأصحابه، وأمر بهما يوسف فضربت أعناقهما. وبلغ الخبر زيدا، فتخوف أن يؤخذ عليه الطريق، فتعجل الخروج قبل الأجل الذي بينه وبين أهل الأمصار، واستتب لزيد خروجه. وكان قد وعد أصحابه ليلة الأربعاء أول ليلة من صفر سنة اثنين وعشرين ومائة فخرج قبل الأجل. وبلغ ذلك يوسف بن عمر فبعث الحكم بن الصلت يأمره أن يجمع أهل الكوفة في المسجد الأعظم فيحضرهم فيه، فبعث الحكم إلى العرفاء والشرط والمناكب والمقاتلة فأدخلوهم المسجد».
وأضحى زيد معيض الجناح فلم يجد معه سوى 218 رجلاً ممن بايعوه جلهم من بارق، ولما تساءل أين الناس، قيل إنهم في المسجد الأعظم محصورون. فواجه زيد مع أصحابه القلائل قوات الوالي في شوارع الكوفة وأزقتها، وكان القتال بالقرب من حي بارق، قال الطبري: «زيدا ظهر لهم فيما بين بارق ورؤاس، فقاتلهم هنالك قتالا شديدا».وكان لبارق في ذلك اليوم مشاهد بطولية، وقتل منهم العشرات، وأَوْرَخ من أسماؤهم: شهاب بن عبد الله البارقي، ورجاء بن هند البارقي - عُرف بأمّه - واسمه رجاء من نافع البارقي، وعثمان بن عائش البارقي، وعبد العزيز بن أبي عثمان البارقي، وعبد اللّه بن أبي عثمان البارقي، وابن عبيد بن جعدة البارقي، وعتبة بْنُ الخبَّاط - وقيل الخياط - البارقي، وحسان بن أبي حسان الخبَّاط البارقي، وبرز أبيه أبي حسان الحسان بن فايد - يلقب الخبَّاط - البارقي بعد مقتله وهو يقول:
أصاب زيد بن علي سهما، فتوفي متأثرا بجراحه، ودفنه أصحابه في ساقة وأجروا الماء على قبره خوفا أن يُمثل به. وقد دل أحد العبيد يوسف بن عمر على مكان القبر، فنبشه وأخرج الجثة، وصلبها في كناسة الكوفة. ولما عاد شبيب إلى الكوفة فوجئ بخبر مقتل زيد بن علي، وقام يوسف بن عمر الثقفي بصلب جسد زيد على الطريق فمرّ به شبيب وهو مصلوب، وفي ذلك قال: «قَدِمْنَا حُجَّاجاً مِنْ مَكَّةَ فَدَخَلْنَا الكُنَّاسَ لَيْلاً، فَلَمَّا أَنْ كُنَّا بِالْقُرْبِ مِنْ خَشَبَةِ زَيْدِ بْنِ عَلِيٍّ أَضَاءَ لَنَا اللَّيْلُ، فَلَمْ نَزَلْ نَسِيْرُ قَرِيْباً مِنْ خَشَبَتِهِ، فَنَفَحَتْ رَائِحَةُ الْمِسْكِ، قَالَ: فَقُلْتُ لِصَاحِبِي: هَكَذَا تُوْجَدُ رَائِحَةُ الْمُصْلَبِيْنَ».

## وفاته
حج شبيب سنة 121 هـ، وكانت آخر حجة حجها.وبعد أن عاد شبيب إلى الكوفة في صفر 122 هـ فوجئ بخبر مقتل زيد بن علي، وقام يوسف بن عمر الثقفي بصلب جسد زيد على الطريق فمرّ به شبيب، وفي ذلك يروي شبيبا: «قَدِمْنَا حُجَّاجاً مِنْ مَكَّةَ فَدَخَلْنَا الكُنَّاسَ لَيْلاً، فَلَمَّا أَنْ كُنَّا بِالْقُرْبِ مِنْ خَشَبَةِ زَيْدِ بْنِ عَلِيٍّ أَضَاءَ لَنَا اللَّيْلُ، فَلَمْ نَزَلْ نَسِيْرُ قَرِيْباً مِنْ خَشَبَتِهِ، فَنَفَحَتْ رَائِحَةُ الْمِسْكِ، قَالَ: فَقُلْتُ لِصَاحِبِي: هَكَذَا تُوْجَدُ رَائِحَةُ الْمُصْلَييْنَ». وقد توفي شبيب في نفس العام حيث وافاه الأجل بعد ذلك بقليل في سنة 122 هـ عن عمر ناهز تسعين عاما.

### هوامش
1. ↑  كان السبب الرئيسي لمناصرة رجالات بارق للدعوة العباسية ضد الدولة الأموية هو ما حدث لهم من مقتله عظيمة في ثورة زيد بن علي سنة 122 هـ.
2. ↑  ذكر البلاذري اسمه مقلوباً، والصواب عبد الرحيم بن نصر بن عبد الرحمن البارقي، وهو أحد رجالات زيد بن علي المشهورين، ويروي عنه.
3. ↑  عامر البارقي (نحو 35 هـ - محرم 122 هـ): من شيوخ بارق والأزد في الكوفة، وهو أول قتيل من أنصار زيد بن علي في ثورته. تابعي مُعَمَّر، أدرك الحسن بن علي بن أبي طالب وروى عنه، وعنه يروي الأعمش (انظر: المعرفة والتاريخ للفسوي 2/223). نسخة محفوظة 2022-02-19 على موقع واي باك مشين.
4. ↑  تصحيف خباط، وهو ظن اثبته مقارنة المخطوطات.
5. ↑  يرجح أيضاً أنها كانت أول حجة، وهي بكل تأكيد الأخيرة. وشبيب من سيرته وروايته، لم يخرج من الكوفة، فلا يروي عن بصريون أو غيرهم. ورغم إدراكه لكبار الصحابة في الحجاز أمثال: أبو هريرة، وعائشة، وابن عباس، وعبد الله بن عمر، فلم يروي عنهم. وروايته أكثرها عن صحابة وكبار تابعي قومه، عدا أفراد قلة. وجميع من روى عن شبيب كانوا كوفيون، وهذا يقطع بأنه لم يخرج من الكوفة، إلا في تلك الحجة.
6. ↑  جاء في كتاب الطبقات لخليفة بن خياط المطبوع (انظر: طبقات خليفة بن خياط 1 / 280): شبيب بن غرقدة من جرم بن ربان بن ثعلبة بن حلوان بن عمران بن إلحاف بن قضاعة بن حمير. مات سنة سبع وثلاثين ومائة. وهو خطأ نشأ عن تحريف من محقق الكتاب في ترتيب التراجم، والصحيح عاصم بن كليب بن شهاب بن المجنون الجرمي من جرم بن ربان بن ثعلبة بن حلوان بن عمران بن إلحاف بن قضاعة بن حمير. مات سنة سبع وثلاثين ومائة (انظر: تاريخ الإسلام للذهبي 8 / 457)، (انظر: الثقات للابن حبان 4/ 159).